# Prairie View (Texas)
Prairie View es una ciudad ubicada en el condado de Waller en el estado estadounidense de Texas. En el Censo de 2010 tenía una población de 5576 habitantes y una densidad poblacional de 298,43 personas por km².

## Geografía
Prairie View se encuentra ubicada en las coordenadas 30°5′9″N 95°59′27″O / 30.08583, -95.99083. Según la Oficina del Censo de los Estados Unidos, Prairie View tiene una superficie total de 18.68 km², de la cual 18.68 km² corresponden a tierra firme y (0.01%) 0 km² es agua.

## Demografía
Según el censo de 2010, había 5576 personas residiendo en Prairie View. La densidad de población era de 298,43 hab./km². De los 5576 habitantes, Prairie View estaba compuesto por el 4.86% blancos, el 88.56% eran afroamericanos, el 0.22% eran amerindios, el 0.36% eran asiáticos, el 0.02% eran isleños del Pacífico, el 3.8% eran de otras razas y el 2.19% pertenecían a dos o más razas. Del total de la población el 7.66% eran hispanos o latinos de cualquier raza.

## Educación
Prairie View tiene la Universidad Prairie View A&M.